# Комуністична партія Грузії (Радянський Союз)
Комуністи́чна па́ртія Гру́зії — політична партія в Грузинській РСР. Утворена у травні 1920 року. Мала назви: до 1952 — Комуністична Партія (більшовиків) Грузії (КП(б)Г) — на правах обласної організації ВКП(б), і від 1952 року — Комуністична партія Грузії (КПГ), що була республіканською організацією КПРС, об'єднувала осередки останньої в межах Грузинської РСР, керувала всіма ділянками суспільного життя, посідаючи абсолютну владу. 
Грузія була окупована Радянським Союзом і названа як Грузинська Радянська Соціалістична Республіка після 25 лютого 1921 року, коли Червона армія увійшла до її столиці Тбілісі та встановила комуністичний уряд на чолі з грузинським більшовиком Махарадзе Пилипом. У 1922 році Грузинська РСР була включена до Закавказької Соціалістичної Федеративної Радянської Республіки, яка проіснувала до 1936 року.
8 грудня 1990 року перейменована у Незалежну комуністичну партію Грузії, яка вийшла із КПРС. 26 серпня 1991 року рішенням парламенту Грузії компартію було заборонено. Її політичним нащадком є Комуністична партія Грузії (незалежна), яка була сформована в 1992 році.

### Список з'їздів і конференцій (на правах з'їзду)
- Конференція КП(б)Г — 28.11.—2.12.1920
- I з'їзд КП(б)Г — 23.01.— 1.02.1922
- Конференція КП(б)Г — 26—28.06.1922
- II з'їзд КП(б)Г — 14—18.03.1923
- III з'їзд КП(б)Г — 6—11.05.1924
- IV з'їзд КП(б)Г — 30.11.—5.12.1925
- V з'їзд КП(б)Г — 12—19.11.1927
- VI з'їзд КП(б)Г — 1—10.07.1929
- VII з'їзд КП(б)Г — 28.05.—5.06.1930
- VIII з'їзд КП(б)Г — 20—24.01.1932
- IX з'їзд КП(б)Г — 10—14.01.1934
- X з'їзд КП(б)Г — 15—21.05.1937
- XI з'їзд КП(б)Г — 15—19.06.1938
- XII з'їзд КП(б)Г — 26.02.—2.03.1939
- XIII з'їзд КП(б)Г — 15—19.03.1940
- XIV з'їзд КП(б)Г — 25—29.01.1949
- XV з'їзд КП(б)Г — 15—18.09.1952
- XVI з'їзд КПГ — 16—18.02.1954
- XVII з'їзд КПГ — 18—21.01.1956
- XVIII з'їзд КПГ — 27—29.01.1958
- XIX позачерговий з'їзд КПГ — 12—13.01.1959
- XX з'їзд КПГ — 25—26.01.1960
- XXI з'їзд КПГ — 27—29.09.1961
- XXII з'їзд КПГ — 29—30.01.1964
- XXIII з'їзд КПГ — 2—4.03.1966
- XXIV з'їзд КПГ — 27.02.—1.03.1971
- XXV з'їзд КПГ — 22—24.01.1976
- XXVI з'їзд КПГ — 22—24.01.1981
- XXVII з'їзд КПГ — 24—25.01.1986
- XXVIII з'їзд КПГ — 15—16.05.1990 (перший етап), 7—8.12.1990 (другий етап).

## Керівники радянського періоду

### Перші секретарі ЦК Комуністичної партії Грузії
- Орахелашвілі Іван Дмитрович (1 лютого 1922— квітень 1922)
- Окуджава Михайло Степанович (квітень 1922 — жовтень 1922)
- Ломінадзе Віссаріон Віссаріонович (жовтень 1922 — 1924)
- Кахіані Михайло Іванович (1924 — 6 травня 1930)
- Гогоберідзе Леван Давидович (6 травня 1930 — 20 листопада 1930)
- Мамулія Самсон Андрійович (20 листопада 1930 — 12 вересня 1931)
- Картвелішвілі Лаврентій Йосипович (12 вересня 1931 — 14 листопада 1931)
- Берія Лаврентій Павлович (14 листопада 1931 — 31 серпня 1938)
- Чарквіані Кандид Несторович (31 серпня 1938 — 2 квітня 1952)
- Мгеладзе Акакій Іванович (2 квітня 1952 — 14 квітня 1953)
- Мірцхулава Олександр Йорданович (14 квітня 1953 — 20 вересня 1953)
- Мжаванадзе Василь Павлович (20 вересня 1953 — 29 вересня 1972)
- Шеварднадзе Едуард Амвросійович (29 вересня 1972 — 6 липня 1985)
- Патіашвілі Джумбер Ілліч (6 липня 1985 — 14 квітня 1989)
- Гумбарідзе Гіві Григорович (14 квітня 1989 — 7 грудня 1990)
- Маргіані Автандил Антонович (7 грудня 1990 — 20 лютого 1991)
- Мікеладзе Джемал Придонович (20 лютого 1991 — серпень 1991)

### Другі секретарі ЦК Комуністичної партії Грузії
- Мамулія Самсон Андрійович (6 травня 1930 — 20 листопада 1930)
- Сухішвілі Володимир Павлович (20 листопада 1930 — 12 вересня 1931)
- Девдаріані Гайоз Соломонович (12 вересня 1931 — 14 листопада 1931)
- Меладзе Павло Григорович (14 листопада 1931 — жовтень 1932)
- Агніашвілі Петро Семенович (жовтень 1932 — 28 грудня 1934)
- Бакрадзе Валеріан Мінайович (30 грудня 1934 — липень 1937)
- Кочламазашвілі Йосип Дмитрович (квітень 1938 — 31 серпня 1938)
- Шерозія Калістрат Нестерович (31 серпня 1938 — грудень 1942)
- Барамія Михайло Іванович (10 лютого 1943 — 9 липня 1947)
- Барамія Михайло Іванович (17 квітня 1948 — листопад 1951)
- Цховребашвілі Володимир Гедеванович (грудень 1951 — 14 квітня 1953)
- Ромелашвілі Давид Захарович (14 квітня 1953 — 16 лютого 1954)
- Георгадзе Михайло Порфирович (18 лютого 1954 — 8 серпня 1956)
- Кованов Павло Васильович (8 серпня 1956 — 19 грудня 1962)
- Землянський Дмитро Семенович (19 грудня 1962 — 23 вересня 1963)
- Родіонов Петро Олександрович (30 січня 1964 — 1 березня 1971)
- Чуркін Альберт Микитович (1 березня 1971 — 14 квітня 1975)
- Колбін Геннадій Васильович (14 квітня 1975 — 6 січня 1984)
- Нікольський Борис Васильович (6 січня 1984 — 17 червня 1989)
- Павшенцев Олександр Юрійович (17 червня 1989 — 8 грудня 1990)
- Чечелашвілі Георгій Георгійович (8 грудня 1990 — 20 лютого 1991)
- Рігвава Сергій Тарасович (1991)

### Секретарі ЦК Комуністичної партії Грузії
- Окуджава Михайло Степанович 27.08.1921 – 23.01.1922, 5.12.1925 – 3.06.1926
- Орахелашвілі Іван Дмитрович 27.08.1921 – 23.01.1922
- Мамулія Самсон Андрійович 1.02.1922 – 6.03.1922, 6.05.1930 – 6.06.1930
- Сабашвілі Пармен Іванович 1.02.1922 – 23.01.1923
- Ешба Єфрем Олексійович 6.03.1922 – .04.1922
- Торошелідзе Малакія Георгійович .04.1922 – .10.1922
- Костанян Айказ Аркадійович .10.1922 – 1926
- Картвелішвілі Лаврентій Йосипович 20.03.1923 – 1923, 1926 – 10.06.1927
- Кахіані Михайло Іванович 1923 – 1924
- Гогоберідзе Леван Давидович 1926 – 6.05.1930
- Курулов Георгій Давидович 13.06.1927 – 29.09.1928, 14.11.1931 – 14.01.1934 (3-й секретар)
- Сухішвілі Володимир Павлович 29.09.1928 – 28.05.1930, 6.06.1930 – 20.11.1930 (3-й секретар)
- Девдаріані Гайоз Соломонович 20.11.1930 – 15.02.1931 (член секретаріату), 15.02.1931 – 12.09.1931 (3-й секретар)
- Панцулая Давид Павлович 20.11.1930 – 14.11.1931 (член секретаріату)
- Меладзе Павло Григорович 12.09.1931 – 14.11.1931 (3-й секретар)
- Мгалоблішвілі Герман Андрійович 13.10.1931 – 14.11.1931 та .01.1932– 14.01.1934 (член секретаріату)
- Арутінов Григорій Артемійович 14.11.1931–14.01.1934(член секретаріату)
- Деканозов Володимир Георгійович .01.1932 – .06.1932 (із постачання і транспорту),  .06.1933 – 14.01.1934 (із транспорту), 14.01.1934 – 27.02.1934 (із постачання)
- Хацкевич Харитон Аронович .06.1932 – 30.05.1933 (із транспорту)
- Кекелія Амберкій Михайлович 21.05.1937 – .07.1937 (3-й секретар)
- Чарквіані Кандід Нестерович 1938 – 31.08.1938 (3-й секретар)
- Джаші Макар Іванович  31.08.1938 – 2.11.1940 (3-й секретар)
- Тавадзе Ілля Кайсарович 14.05.1939 – .08.1943 (із пропаганди)
- Топурідзе Олександр Єпифанович 14.05.1939 – 9.07.1947 (із кадрів); 9.07.1947 – 24.11.1948 (із промисловості); 24.11.1948 – 14.02.1951
- Буджіашвілі Василь Дмитрович 7.02.1941– 9.07.1947 (3-й секретар); 9.07.1947 – 17.04.1948 (із кадрів); 2.04.1952 – 14.04.1953
- Барігян Карл Ісаакович 1.04.1941 – 1943 (із легкої і харчової промисловості)
- Чхубіанішвілі Захарій Миколайович 1.04.1941 – 1943 (із промисловості)
- Чубінідзе Мирон Дмитрович 1.04.1941 – 1943 (із транспорту)
- Алавідзе Георгій Єрмолайович 1.04.1941 – 1942 (в.о. секретаря із паливної і енергетичної промисловості)
- Гогуа Василь Барнабович 10.02.1943 – 1943 (в.о. секретаря із паливної і енергетичної промисловості)
- Чичинадзе Костянтин Георгійович 22.06.1943 – 1943 (із тваринництва)
- Шарія Петро Опанасович .08.1943 – 9.06.1948 (із пропаганди)
- Барамія Михайло Іванович 9.07.1947 – 15.04.1948 (із сільського господарства і заготівель)
- Лелашвілі Михайло Михайлович 17.04.1948 – 25.01.1949 (із кадрів)
- Шадурі Ростом Семенович 9.06.1948 – .12.1951 (із пропаганди)
- Цховребашвілі Володимир Гедеванович 31.01.1949 – .12.1951
- Балавадзе Максим Костянтинович .12.1951 – 2.04.1952
- Квірквелія Рафаел Артемович .12.1951 – 26.05.1952
- Мелкадзе Валеріан Іраклійович 26.05.1952 – 15.09.1952
- Чхиквадзе Віктор Михайлович 14.04.1953 – 16.02.1954
- Мчедлішвілі Давид Васильович 18.02.1954 – 29.05.1957
- Гоцірідзе Отар Давидович 24.03.1954 – 18.01.1956
- Кадагідзе Григорій Ілліч 21.01.1956 – 27.09.1961
- Квачадзе Зінаїда Арсенівна 21.01.1956 – 29.05.1957
- Долідзе Ісидор Самсонович 29.05.1957 – 28.04.1960
- Думбадзе Фатуша Давидівна 29.05.1957 – 27.09.1961
- Джибладзе Георгій Миколайович 28.04.1960 – 27.09.1961
- Гегешидзе Георгій Андрійович 29.09.1961 – 9.04.1965
- Сірадзе Вікторія Мойсеївна 29.09.1961 – 19.12.1962, 21.02.1973 – 19.12.1978
- Стуруа Давид Георгійович 29.09.1961 – 8.01.1970
- Чануквадзе Шота Іларіонович 19.12.1962– 21.02.1973
- Кучава Митрофан Іонович 19.12.1962 – 25.01.1966 (голова КПДК)
- Пруїдзе Реваз Якович 9.04.1965 – 3.04.1970
- Гогічаїшвілі Михайло Олександрович 8.01.1970 – .01.1973
- Цхакая Микола Шиойович 3.04.1970 – 5.06.1972
- Патарідзе Зураб Олександрович 5.06.1972 – 16.12.1975
- Гігіберія Борис Герасимович 21.02.1973 – 27.02.1974
- Патіашвілі Джумбер Ілліч 12.11.1974 – 6.07.1985
- Чхеїдзе Зураб Амвросійович 16.12.1975 – 2.07.1982
- Єнукідзе Гурам Миколайович 19.12.1978 – 29.05.1988
- Андронікашвілі Георгій Олександрович 24.01.1981 – 21.02.1987
- Хабейшвілі Соліко Євтихійович 2.07.1982 – 17.08.1985
- Анчабадзе Гіві Олексійович 17.08.1985 – 17.11.1989
- Чітанава Нодарі Амросійович 17.08.1985 – 14.04.1989
- Глурджидзе Олександр Нодарович 25.04.1987 – 22.11.1988
- Попхадзе Нугзар Акакійович 29.05.1988 – 31.01.1990
- Джикія Бондо Серапіонович 17.06.1989 – .12.1990
- Гургенідзе Важа Гівійович 31.01.1990 – .12.1990
- Капанадзе Костянтин Вахтангович 15.12.1990 – 1991
- Оніані Григорій Доментович 15.12.1990 – 1991
- Пацація Герман Германович 15.12.1990 – 20.02.1991
- Гуджабідзе Карло В. 1991 – 1991